# 阿卜杜勒·萨布尔·法里德
阿卜杜勒·萨布尔·法里德（普什圖語：‎，1952年—2007年5月3日），阿富汗政治家，曾任阿富汗总理、阿富汗国民议会长老院议员。
2007年5月3日，法里德在其喀布尔的家门口遇刺身亡。